# Romersk-katolsk traditionalism

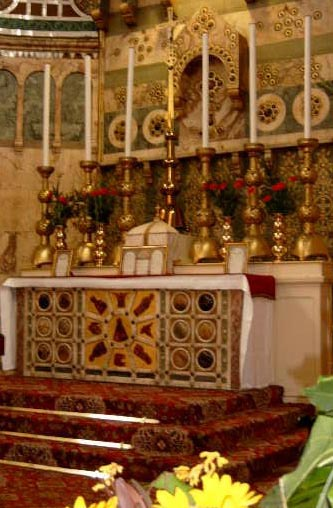
Altaret i Newman University Church i Dublin.

Romersk-katolsk traditionalism är en samlingsbeteckning på olika rörelser inom Romersk-katolska kyrkan, framförallt i Europa och USA, som uppstod till följd av Andra Vatikankonciliet (1962–1965) och Paulus VI:s liturgireform 1969–1970.
Katolska kyrkan hade alltsedan upplysningen uppfattats som en motkraft till tidens olika modernistprojekt. För de allra flesta stod katolska kyrkan för bevarande och tradition. När man från romerskt håll under 1960-talet anslog en delvis annan ton väckte detta oro hos en del katoliker. När till sist den genom seklerna framvuxna, av Pius V, på 1500-talet kodifierade romerska riten skrevs om av en expertkommitté med – som det påstods – sympatier för den protestantiska gudstjänsten, sågs detta som ett direkt hot mot den katolska tron.
I den polemik som uppstod, och som blev särdeles stark i Frankrike, framstod snart en fransk prelat som den naturliga samlingspunkten för oroliga, katolska traditionsvänner. Ärkebiskop Marcel Lefebvre, på 1950-talet apostolisk legat för det fransktalande Afrika och under Andra Vatikankonciliet generalsuperior för helgeandsfäderna (en katolsk missionskongregation), hade öppnat ett traditionsvänligt prästseminarium i Schweiz. När det blev känt att han inte avsåg att lyda påven och övergå till Paulus VI:s liturgi, väckte nyheten stor uppmärksamhet. Fasthållandet vid den äldre romerska riten, även kallad tridentinsk, klassisk eller usus antiquior, skulle komma att förbli den traditionella rörelsens främsta kännetecken och enande princip. Andra kontroversfrågor är religionsfriheten (framförallt Andra Vatikankonciliets dekret Dignitatis Humanae) och ekumeniken (sådan den bland annat kommit till uttryck under Paulus VI och Johannes Paulus II, till exempel Världsböndagen i Assisi 1986), till vilka till exempel Prästbrödraskapet S:t Pius X förhåller sig skeptiskt.
I och med påve Benedictus XVI:s motu proprio Summorum pontificum 2007 gavs vittgående möjligheter att inom Romersk-katolska kyrkans ram fira den gamla liturgin. Detta kom dock knappast att förändra det spända förhållandet mellan de traditionalistiska rörelserna och kyrkans ledning och majoriteten inom kyrkan.
Man talar även om den traditionella rörelsen inom Romersk-katolska kyrkan. Att tala om katolsk integrism är ett förklenande och till Frankrike begränsat bruk. I just Frankrike är frågan särdeles infekterad och uppvisar inte sällan kopplingar till skilda uppfattningar om de olika inre politiskt-ideologiska strider som vid olika tillfällen delat fransmännen och därmed även kunnat dela de franska katolikerna (bland annat franska revolutionen, skolstriden, laicitetsfrågan, frågan om Action française, inställningen till marskalk Pétain respektive general de Gaulle, frågan om Algeriet, frågan om samarbetet med kommunismen).